# Palacio del Conde de Buenavista

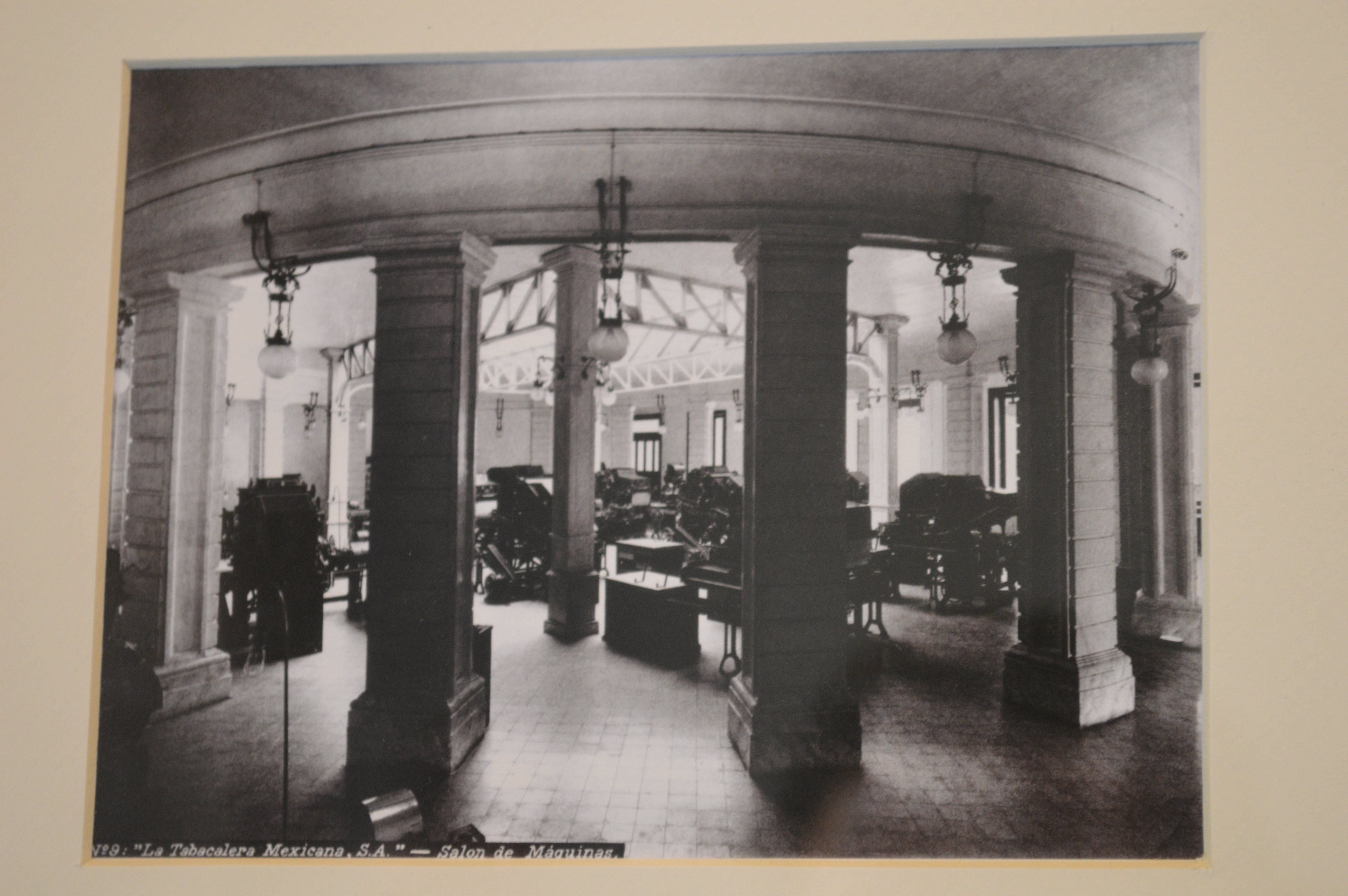
El patio del palacio, cuando fue sede de la Compañía Tabacalera Mexicana

El palacio del conde de Buenavista es un edificio ubicado en la Av. México - Tenochtitlan en la colonia Tabacalera. Fue construido a finales del siglo XVIII y principios del siglo XIX para funcionar como residencia del conde de Buenavista, quien nunca lo habitó. Desde 1968 alberga al Museo Nacional de San Carlos. Fue declarado monumento histórico el 28 de marzo de 1932.

## Historia
La obra se le atribuye al arquitecto valenciano Manuel Tolsá de ahí que se levantara en estilo neoclásico. Se sabe que la obra comenzó a levantarse hacia finales del siglo XVIII, y se terminó hasta comienzos del año de 1805, siendo este bello inmueble encargado por la Marquesa de Selva Nevada María Josefa de Pinillos, como un regalo para su hijo, poseedor del título de conde de Buenavista.
Debido a la muerte de éste, el palacio pasó a manos de diversos dueños durante gran parte del siglo XIX, siendo ocupado por varias familias acaudaladas y destacados personajes de la vida política de México. En 1843 Santa Anna eligió la casa para pasar el verano, por lo que fue lujosamente amueblada y arreglada con cargo al erario público, sin embargo, después de esa temporada, la casa volvió a caer en el abandono, para después ser vendida a otros propietarios. En 1865 la casa fue obsequiada por el emperador Maximiliano a Josefa Peña Azcárate con motivo de su boda con el Mariscal de Francia, François Achille Bazaine el 26 de junio de ese año. El mariscal Bazaine habitó la casa hasta su salida del país y esta volvió a ser propiedad de la nación, según había especificado Maximiliano al obsequiarla.
A la caída del imperio, la casa fue adjudicada al general republicano José María Rincón-Gallardo como pago por un préstamo que este había realizado al gobierno. El general Rincón Gallardo aceptó la casa como pago y se la vendió al Sr. Francisco Iturbe.
A finales del mismo siglo se convierte en sede de la Compañía Tabacalera Mexicana, de cuyo nombre toma el título la colonia asentada en el lugar. Más tarde se convierte en sede de la Lotería Nacional hasta que ésta se muda a su sede actual del Edificio El Moro.
Al morir don Francisco Iturbe quedó como heredera universal a su esposa Dolores de Atristain y Berazueta, quien cedió la casa a su hija Dolores de Yturbe, -que había contraído matrimonio con Juan Antonio Béistegui-. En 1935, la Señora Yturbe de Beistegui, hizo cesión del jardín de la casa, que comprendía un terreno de 2,500 metros cuadrados, así como sus históricas bancas y fuente, al departamento central y el 29 de agosto de 1939 vendió el palacio a Agustín Schultzemberg, quien murió intestado en 1953 y después de un juicio el inmueble fue adjudicado a la beneficencia pública.
Consta de dos niveles, cuya fachada principal hecha en cantera gris, se encuentra remetida respecto a la calle y está rematada por una balaustrada de cantera. Destacan en el interior del edificio el famoso patio oval y las escaleras.